# Rosohovata, Illinți
Rosohovata (în ucraineană Росоховата) este localitatea de reședință a comunei Rosohovata din raionul Illinți, regiunea Vinnița, Ucraina.

## Demografie
Componența lingvistică a localității Rosohovata
     Ucraineană (99,65%)
     Alte limbi (0,35%)
Conform recensământului din 2001, majoritatea populației localității Rosohovata era vorbitoare de ucraineană (99,65%), existând în minoritate și vorbitori de alte limbi.